# William Rodriguez
William Rodriguez arbetade som vaktmästare vid World Trade Center under 11 september-attackerna. Enligt Birmingham Mail räddade han troligtvis många liv genom att öppna så många dörrar som möjligt innan tornen rasade.
Han stämde år 2004 den dåvarande presidenten George W. Bush och 155 andra med påståenden om att de anklagade varit delaktiga i 11 september-attackerna och bland annat brutit mot Racketeer Influenced and Corrupt Organizations Act (RICO) och the Anti-Terrorism Act (ATA).